# Groeve achter de Hotsboom

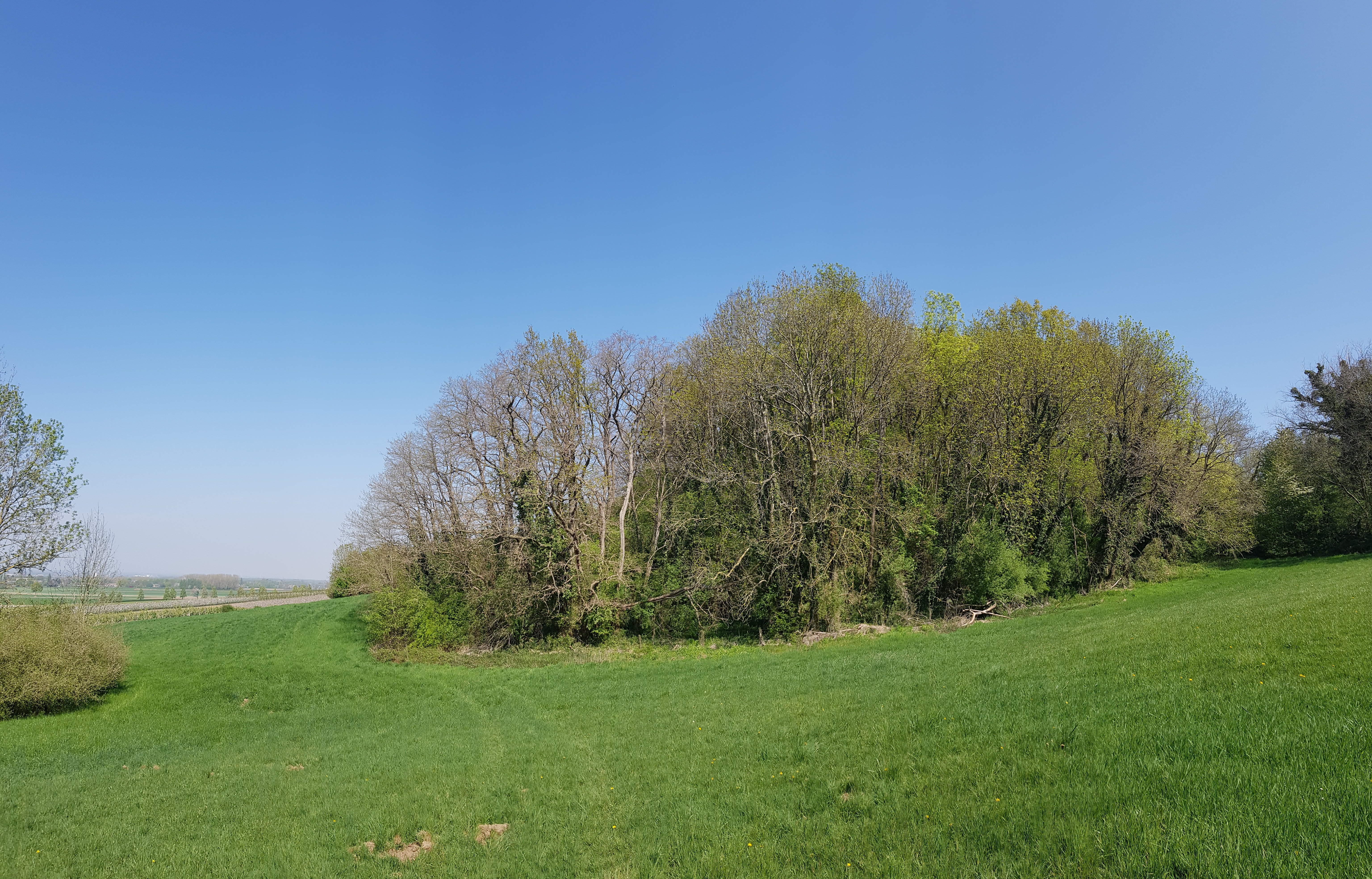
Locatie van Groeve achter de Hotsboom

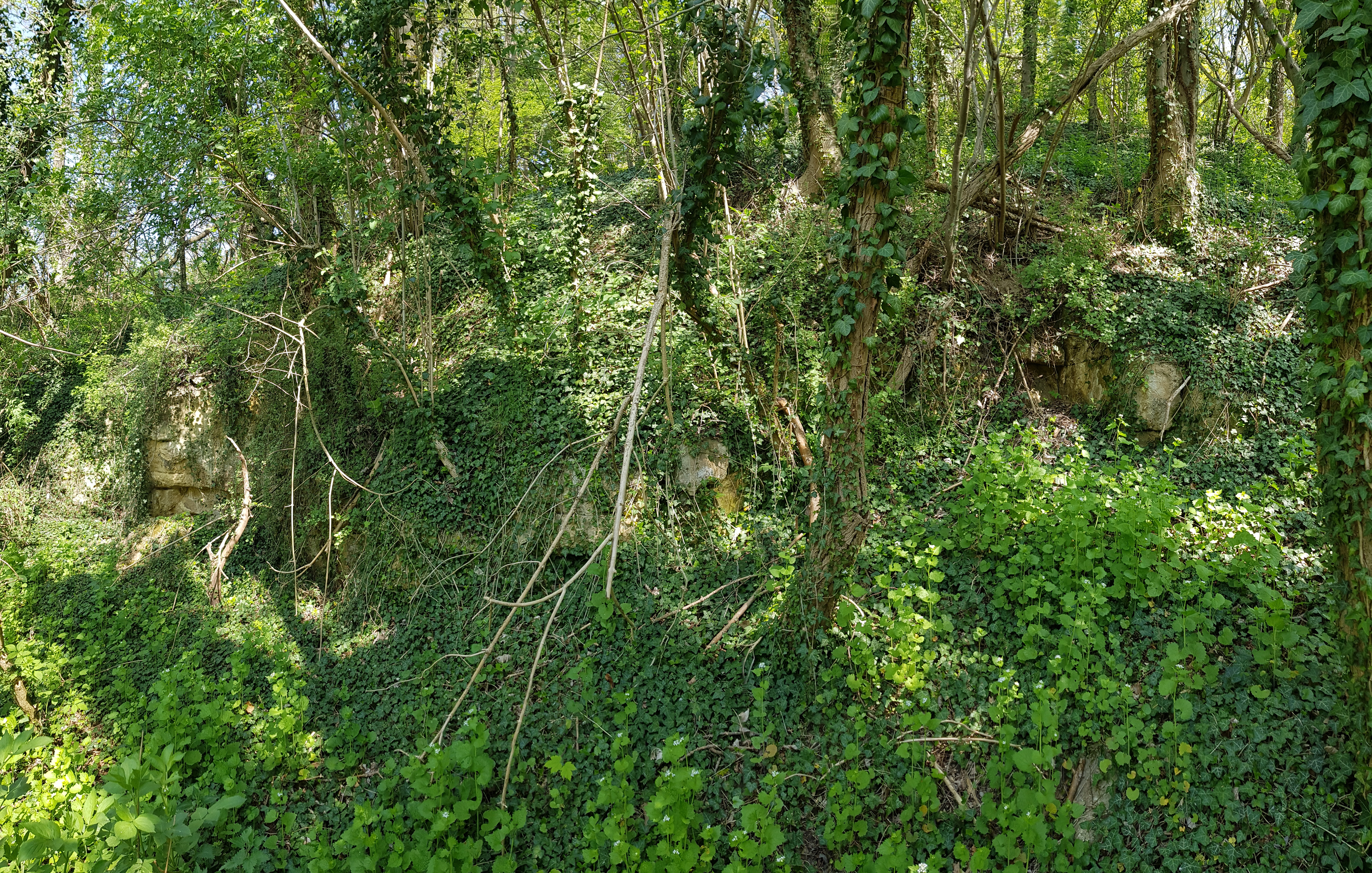
De groeve overwoekerd in het groen

De Groeve achter de Hotsboom is een Limburgse mergelgroeve tussen Cadier en Keer en Gronsveld in de Nederlandse gemeente Eijsden-Margraten. De ondergrondse groeve ligt ten zuiden van de Heugemerweg, de weg van Cadier en Keer naar De Heeg, en ten noorden van de Riesenberg in het noordelijke deel van het Savelsbos. De groeve ligt aan de westelijke rand van het Plateau van Margraten in de overgang naar het Maasdal. Ter plaatse duikt het plateau een aantal meter steil naar beneden.
Op ongeveer 175-250 meter naar het noorden liggen de Kleinberggroeve Zuid en Kleinberggroeve Noord, op ongeveer 95 meter naar het zuiden ligt de Hotsboomgroeve en op ongeveer 330 meter naar het zuiden ligt de Groeve de Hel.
Op ongeveer 180 meter naar het zuidoosten staat aan de rand van het bos de Hotsboom, een voormalige grensboom.

## Geschiedenis
De groeve werd in dagbouw ontgonnen, er zijn ook geen verdere aanwijzingen dat er hier een ondergrondse mergelgroeve heeft gelegen.
Sinds 1953 is het Savelsbos inclusief het gebied van deze groeve in beheer van Staatsbosbeheer.

## Geologie
De groeves ten noorden en zuiden zij uitgehouwen in de Kalksteen van Nekum uit de Formatie van Maastricht, zodat aannemelijk is dat de Groeve achter de Hotsboom in dezelfde kalksteen uitgehouwen is.